# Belisario Acquaviva d'Aragon
Pour les articles homonymes, voir Acquaviva d'Aragon.
Belisario Acquaviva d'Aragon (né en 1464 et mort de la peste le 24 juillet 1528 à Naples) est un écrivain et homme politique italien du XVIe siècle.

## Biographie
Fils de Giulio Antonio Acquaviva d'Aragon, 7e duc d'Atri et de Caterina Orsini del Balzo, fille du prince de Tarente, Belisario Acquaviva d'Aragon fut nommé premier duc de Nardò le 12 mars 1497 par concession et le 3 juillet 1517 par edit du roi Frédéric Ier de Naples. Il fut également 14e comte de Conversano et comte de Casamassima, commandant au service du Roi de Naples et de l'empereur Charles Quint. Il fut élevé au rang de marquis par le roi Frédéric Ier après la bataille de Garigliano.
De même que son frère Andrea Matteo, Belisario jouissait d'une grande réputation d'humaniste et d'homme de lettres. Il embellit considérablement la ville au niveau architectural, rénova les rues et écoles, favorisa les académies et les institutions publiques. Malgré ces qualités indéniables, il demeura malgré tout un oppresseur et un despote pour les Neretini (habitants de Nardò).
Il fut enterré à l'église Sant’Antonio degli zoccoli (Saint Antoine des Sabots) à Nardò.

## Généalogie

### Les ducs d'Atri
```
Antonio Aquaviva
(†1395), 
1
er
 duc d'
Atri
, épouse
│   
Ceccarella Cantelmo 
;
│
└─> 
Andrea Matteo I
(†1407), 
2
e
 
duc
 d'
Atri
, épouse
     │  
Caterina Tomacelli
, fille de 
Giovannello Tomacelli
, marquis d'
Ancona
 ;
     │
     ├─> 
Antonio
, 
3
e
 
duc
 d'
Atri
, épouse
     │       
Maria Orsini del Balzo
, fille de 
Raimondello Orsini
, prince de 
Taranto
 ;
     │
     └─> 
Pierbonifacio
(†1418), 
4
e
 
duc
 d'
Atri
, épouse
     │       
Caterina Riccardi 
;
     │   │
     │   └─>
Andrea Matteo II
(†1443), 
5
e
 
duc
 d'
Atri
, épouse
     │       
Isotta Sforza
, fille de 
Francesco I
, duc de 
Milan
;
     │
     └─> 
Giosia
(†1462), 
6
e
 
duc
 d'
Atri
, épouse en 
3
e
 
noces
         │       
Antonella Migliorati di Fermo
;
         │
         └─>
Giulio Antonio
(1430-1481), 
7
e
 
duc
 d'
Atri
, épouse en 
2
e
 
noces
             │       
Caterina Orsini del Balzo
;
             │
             ├─>
Giovanni Antonio
(1457-1479), marquis de 
Bitonto
;
             │
             ├─>
Andrea Matteo III
(1458-1529), 
8
e
 
duc
 d'
Atri
;
             │
             └─>
Belissário
, 
1
er
 duc de 
Nardò
, épouse
                   
Sveva Sanseverino
, fille de 
Girolamo
, prince de 
Bisignano
 ;
```

### Descendance
Il épousa Sveva (Souabe) Sanseverino (°1465), fille de Don Gerolamo, 2e prince de Bisignano et de Vannella Gaetani de l'Aquila d'Aragon.
Belisario et Sveva eurent les descendants suivants :
1. Andreana (1480-1568), épouse de Ferrante Castriota Scanderbegh, 1er duc de Galatina ;
2. Antonia, épouse en 1524 Giambattista della Marra, 3e seigneur de Montemarano ;
3. Gian Bernardino (+ tué par les turcs, Nardò 25-8-1542), 2e duc de Nardò dès 1528 ;
4. Giacomo Antonio (+1568), épouse Adriana Sanframondo di Cerreto, puis  Giovanna di Bagnano ;
5. Laura, épouse Alessandro Carafa ;
6. Caterina Vittoria, épouse Paolo Caracciolo ;
7. Diana, épouse Ferrante Spinelli, duc de Castrovillari.

Il épousera en secondes noces Soriana Crispo.
Il aura également trois enfants naturels, qui deviendront les barons de Presicce, Corsano et Locorotondo.
Il fit monter sur le siège épiscopal Giacomo Antonio, son fils naturel.

### Les Ducs deNardò
```
 
Belissário
, 
1
er
 duc de 
Nardò
, épouse
       │       
Sveva Sanseverino
, fille de 
Girolamo
, prince de 
Bisignano
 ;
       │
       └─>
Gian Bernardino
, 
2
e
 
duc
 de 
Nardò
, épouse
           │   
Giovanna Gaetani d'Aquila d'Aragona
, fille de 
Onorato
, duc de 
Trajeto
, comte de 
Fondi
;
           │
           └─>
Francesco
, 
3
e
 
duc
 de 
Nardò
, épouse
               │   
Isabella Branai Castriota
, fille de 
Alfonso Castriota Scanderbegh
, marquis de la 
Tripalda
 ;
               │
               └─>
Giovanni Bernardino II
, 
4
e
 
duc
 de 
Nardò
, épouse
                   │   
Anna Loffredo 
, fille de 
Ferdinando
, 
1
er
 marquis de 
Trevico
 ;
                   │
                   └─>
Belisario II
, 
5
e
 
duc
 de 
Nardò
, épouse
                       │   
Porzia Pepe
 ;
                       │
                       └─>
Caterina
(† 
1636
), , 
6
e
 
duchesse
 de 
Nardò
, épouse
                           │   
Giulio Antonio I
(† 
1623
), 
19
e
 
comte
 de 
Conversano
 et 
2
e
 
duc
 de 
Noci
 ;
                           │
                           └─>
Giangirolamo II
, épouse
                              │  comtesse 
Isabella Filomarino
 (1600-79), baronne de 
Castellabate
 et fille de 
Tommaso Filomarino
, 
1
re
 prince della Rocca d'
Aspro
.
                              │
                              └─> 
Cosimo
 (†1665), 
8
e
 
duc
 de Nardò, épouse
                                   │  
Caterina di Capua
 (1626-1691), fille de 
Fabrizio
, prince della 
Riccia
 et comte d'
Altavilla
;
                                   │
                                   ├─> 
Giangirolamo
 (†1680), 
9
e
 
duc
 de 
Nardò
, épouse
                                   │       
Aurora Sanseverino
 (1667-1727), fille de 
Carlo Maria
 
9
e
 
prince
 de 
Bisignano
;
                                   │
                                   └─> 
Giulio Antonio
 (†1691), 
10
e
 
duc
 de Nardò, duc de 
Noci
, comte de 
Castellana
, 
Conversano
 et 
San Flaviano
 épouse
                                        │  
Dorotea
 (†1714), fille de 
Giosia
, 
14
e
 
duc
 d'
Atri
 (1631-79);
                                        │
                                        └─>
Giulio Antonio
 (1691-1746), 
11
e
 
duc
 de Nardò, épouse
                                             │   
Maria Teresa Spinelli
 (1693-1768), fille de 
Carlo
, 
6
e
 
prince
 de la 
Tarsia
;
                                             │
                                             └─>
Giovanni Girolamo
 (†1777), 
12
e
 
duc
 de Nardó, épouse
                                                  │   
Maria Giuseppa Spinelli
 (1723-1757), fille de 
Francesco Spinelli
 
7
e
 
prince
 de 
Scalea
;
                                                  │
                                                  └─>
Giulio Antonio
 (1742-1801), 
13
e
 
duc
 de Nardó, épouse
                                                       │   
Teresa Spinelli
 (1759-1834), fille d' 
Antonio II Spinelli
, 
8
e
 
prince
 de 
Scalea
;
                                                       │
                                                       └─>
Giangirolamo
 (1786-1848), 
14
e
 
duc
 de 
Nardò
, épouse
                                                            │   
Maria Giulia Colonna
 (°1783), fille d' 
Andrea
, prince de 
Stigliano
;
                                                            │
                                                            └─>
Luigi
, 
15
e
 
duc
 de Nardò (1812-1898), épouse
                                                                 │   
Giulia Milazzi di Casalaspro
 (1828-1863)
                                                                 │
                                                                 └─>
Francesco
, 
16
e
 
duc
 de 
Nardò
 (1851-1894), épouse
                                                                     │ 
Maria Zunica
, 
10
e
 
princesse
 de 
Cassano
 et 
8
e
 
duchesse
 d'
Alessano

                                                                     │
                                                                     └─>
Giulia
(1887-1972), 
25
e
 
duchesse
 d'
Atri
, 
17
e
 
duchesse
 de 
Nardò
, 
41
e
 
comtesse
 de 
Conversano
```